# Nepenthes edwardsiana
Nepenthes edwardsiana Rchb.f. ex Beck, 1895 è una pianta carnivora della famiglia Nepenthaceae, endemica del Monte Kinabalu e del Monte Tambuyukon, nel Borneo, dove cresce a 1500–2700 m.

## Conservazione
La Lista rossa IUCN classifica Nepenthes edwardsiana come specie vulnerabile.